# Ludovick Takam
Kengne Ludovick Takam (* 21. Juni 1983 in Yaoundé) ist ein ehemaliger kamerunischer Fußballspieler.

## Karriere
Seinen ersten Vertrag unterschrieb Ludovick Takam 2005 in Singapur bei Balestier Khalsa. Nach 53 Spielen und 35 Toren in der höchsten Liga des Landes, der S. League, wechselte er Anfang 2007 zum Ligakonkurrenten Home United. Für Home United spielte er 32 Mal und schoss dabei 19 Tore. 2010 wechselte er nach Thailand. Hier unterschrieb er einen Vertrag beim Erstligisten Pattaya United in Pattaya. Für den Club schoss er bis 2012 insgesamt 31 Tore in 72 Spielen. Von Anfang Dezember 2011 bis März 2012 spielte er kurzzeitig beim Ligakonkurrenten Chonburi FC in Chonburi. Den Rest der Saison 2012 spielte er wieder in Pattaya. 2013 wechselte er zum ebenfalls in der Thai Premier League spielenden Police United nach Bangkok. Über die Stationen Phuket FC, Navy FC, Ayutthaya FC landete er Mitte 2016 bei seinem letzten Club, dem Kopoon Warrior FC. Bei dem Verein spielte er bis Ende 2017, wo er dann auch seine Karriere beendete.

## Auszeichnungen
S. League
- 2006 – S. League – Nachwuchsspieler des Jahres
- 2008 – S. League – People Choice Award

Thai Premier League
- 2010 – Thai Premier League – Spieler des Monats Juli
- 2010 – Thai Premier League – Torschützenkönig (17 Tore/Pattaya United)